# Théâtre de l'Atelier (Genève)
Pour les articles homonymes, voir Théâtre de l'Atelier, L'Atelier et Atelier (homonymie).
Le Théâtre de l'Atelier est un groupe de création théâtral et d'accueil basé à Genève et actif principalement entre 1962 et 1972. Il s'est nommé Atelier Don Sapristi jusqu'en 1964. Fondé par Marcel Robert et François Rochaix, c'est ce dernier qui en assure la conduite. Le groupe fusionne en 1972 avec le Théâtre de Carouge qui s'intitulera ensuite Théâtre de Carouge - Atelier de Genève.

## Histoire
Le groupe démarre comme atelier théâtral de la Maison des Jeunes et de la Culture de Saint-Gervais à Genève (MJC) inaugurée en 1963. Il a pour mission à la fois de monter des pièces et de donner des cours de théâtre. Plusieurs acteurs romands confirmés ont démarré leur formation dans ces cours. Il prendra le nom de Théâtre de l'Atelier en automne 1964 en démarrant sa première saison professionnelle mais c'est en 1967 qu'il sera complètement reconnu comme une institution théâtrale officielle en intégrant le "Cartel des théâtres dramatiques de Genève", au côté du Théâtre de la Comédie, Nouveau Théâtre de Poche et du Théâtre de Carouge, et recevant sa première subvention dédiée de la part de la Ville de Genève.
Le Théâtre de l'Atelier n'est pas une troupe indépendante comme celles qui naîtront en Suisse romande à la fin des années 1960 mais il a été une source d'inspiration (puisque de nombreuses personnes impliquées dans ces compagnies ont participé aux productions du Théâtre de l'Atelier) et il a pu leur apporter un soutien en accueillant leurs premières productions, comme Monsieur Fugue ou le Mal de la Terre du Théâtre O accueillit par le Théâtre de l'Atelier au sein de la MJC en 1970.
La mise en scène en 1968 de la pièce de Peter Weiss "Le Chant du Fantoche lusitianien" a pu être décrite comme le "point culminant de l'histoire de la troupe, [...] les acteurs ne retrouveront plus l'occasion de travailler ensemble avec autant d'enthousiasme, d'énergie et de solidarité" .
Le 29 décembre 1971, la compagnie publie un communiqué conjoint avec le Théâtre de Carouge dans lequel le deux théâtres annoncent que dès le 1er janvier suivant, ils fusionnent leur administration et leurs équipes techniques mais que les directions artistiques restent autonomes. Le Théâtre de Carouge se renommera à partir de novembre 1972 dans sa communication Théatre de Carouge - Atelier de Genève et toutes les activités des deux institutions se fusionneront progressivement. En 1975, François Rochaix prend la direction du Théâtre de Carouge ce qui finalise la fusion déjà bien établie.

## Productions créées

### Saison1962/1963
- En attendant Godot de Samuel Beckett[5]. Présentée les 8, 9 et 10 février au Théâtre de l'Arlequin à Berne[6].
- Les Cris du silence, minidrame en sept tableaux, composé et mis en scène par Marcel Robert, sur une musique de Guy Bovet avec Jane Friedrich, Marcel Robert, François Rochaix, Charles Dalliinges et Marika Hodji[7].

### Saison1963/1964
- Fantasio d'Alfred de Musset[5]. Présentée à la MJC de Saint-Gervais du 2 au 15 octobre 1963[8].
- Trois intermèdes de M. de Cervantès[5], mis en scène par Marcel Robert et Michel Barde. Présentée du 18 au 31 décembre 1963[8].
- Grand-Peur et Misère du IIIe Reich de Bertolt Brecht dans le cadre du Festival Brecht, mise en scène François Rochaix, assisté de Dominique Catton, avec François Rochaix, Laurence Montandon, Jean-Pierre Widmer[9]. Elle est présentée du 11 au 29 février 1964 à la MJC de Saint-Gervais[10].
- La Fontaine aux Saints de Sygne, mis en scène par Marc Fayolle, présentée au Théâtre Antique de l'Ecole internationale de Genève du 1er au 11 juillet 1964[11].

### Saison1964/1965
- Reprise avec modifications de la Grand-Peur et Misère du IIIe Reich de Bertolt Brecht. Elle est présentée en tournée du 20 au 30 octobre 1964 au Théâtre de Vidy dans le cadre de l'exposition nationale suisse, à Morges et à la Chaux-de-Fonds[12].
- Les Hussards de Pierre Aristide Bréal, mise en scène par Patrick Antoine, scénographie de Michel Braun et musique de Guy Bovet. Présentée du 17au 28 février 1965 à la MJC de Saint-Gervais[13].
- Récital poétique de José Herrera Petere avec trois comédiens, un guitariste et en présence du poète. Présentée en mai 1965 à la MJC de Saint-Gervais[14].

### Saison1965/1966
- Le Double de Friedrich Dürrenmatt[15]. Mise en scène par Philippe Mentha. Présentée du 13 octobre au 25 novembre 1965 à la MJC de Saint-Gervais[14].
- Chapeaurouge ou le cheminement d'un échec de Raymond Golaz[15]. Présentée du 8 décembre 1965 au 9 janvier 1966[16].
- Récital poétique autour du poète Jean Hercourt, présenté en janvier 1966 à la MJC de Saint-Gervais[17].
- Vu du pont d'Arthur Miller. Présenté du 2 février au 20 mars 1966 à la MJC de Saint-Gervais[17].

### Saison1966/1967
- Gilles ou l'habit du roi inspiré des contes d'Andresen. Spectacle jeune public, écrit et réalisé par Alain Le Coultre, qui part en tournée dans le canton de Genève[18].
- Premier avertissement d'August Strindberg, mise en scène de Armen Godel, scénographie et costumes de Jean-Claude Maret[19]. Présentée dans les principaux centres de loisirs du Canton de Genève[18].
- Godot est arrivé de Miodrag Bulatović, mis en scène par Jorge Lavelli, scénographie de Jean-Claude Maret[20]. Présentée à la MJC de Saint-Gervais à partir de 19 octobre 1966[21].
- À quoi bon fixer le soleil de Mustapha Haciane, mis en scène par François Rochaix, scénographie et costumes de Jean-Claude Maret[19]. Présentée à la MJC de Saint-Gervais dès le 25 janvier 1967[22].
- Cédarts de Sicile de Luigi Pirandello. Pièce en un acte. Mise en scène par Dominique Catton. Elle tourne à nouveau dans les centres de loisirs genevois[23].
- Garden Party de Vaclav Havel, mis en scène par Vaclav Hudecek avec Laurence Montandon, Nicole Rouan, Dominique Catton, Alain Le Coultre, Armen Godel et François Rochaix[24]. Première mondiale en langue française. Dans le cadre du Festival culturel tchécoslovaque au sein de la Maison des jeunes et de la culture de Genève[25]. Présentée du 3 mai au 17 juin 1967 à la MJC de Saint-Gervais[26].

### Saison1967/1968
- Reprise en tournée (Belgique, France, Espagne) de Godot est arrivé de Miodrag Bulatović sous le titre Il est arrivé pour des questions de droits[27].
- Cabaret Brecht 1925, poèmes de Bertolt Brecht et musique de Kurt Weill, mis en scène par François Rochaix, scénographie et costumes de Jean-Claude Maret[19]. Donné en mars 1968 à la MJC de Saint-Gervais.
- Chant du fantoche lusitanien de Peter Weiss, mis en scène par François Rochaix, Armen Godel et Jean-Claude Maret, scénographie et costumes de Jean-Claude Maret, avec Claire Dominique, Laurence Montandon, Nicole Rouan, Dominique Catton, Patrick Lapp, Alain Le Coultre, Armen Godel remplacé pour la création par François Rochaix. Les musiciens : Josef Strnad, André Jéquier, Guy Bovet et Daniel Spielberg en alternance. Le régisseur est Georges Vallet. Masques de Liliane Maret. Croquemitaine : Dutch White[24]. Création mondiale en français[28]. La première a lieu le 26 avril 1968 à la MJC de Saint-Gervais[29].

### Saison1968/1969
- Reprise du Chant du fantoche lusitanien de Peter Weiss puis tournée[30].
- Reprise en décembre 1968 à la MJC de Saint-Gervais de Garden Party de Vaclav Havel avec une distribution remaniée[31].
- Outrage au public (Publikumsbeschimpfung) de Peter Handke, mis en scène par François Rochaix avec Dominique Catton, François Germond, Alain Le Coultre et François Rochaix[24]. Présentée du 6 mars au 26 août 1969[31].
- Les Anabaptistes de Friedrich Dürrenmatt, mis en scène par Jorge Lavelli, scénographie de Jean-Claude Maret, en collaboration avec les Cartels des Théâtres publics genevois. Présentée du 31 mars au 28 avril 1969 au Grand Théâtre[32].
- Le Testament du chien de Ariano Suassuna, mise en scène d'Armen Godel, scénographie et costumes de Jean-Claude Maret. Présentée en plein air au Parc de Grange de Genève du 9 au 28 août 1969[33].

### Saison1969/1970
- Dans la jungle des villes de Bertolt Brecht mis en scène par François Rochaix avec François Germond et Marcel Imhoff[24]. Présentée à la MJC de Saint-Gervais du 22 octobreau 30 novembre 1969[34].
- Liguarel de Michel Viala. Présentée de 19 et 31 décembre 1969, puis du 6 février 1970 au 22 juillet 1970 épisodiquement[35].
- Tournée en février 1970 en Algérie du Chant du fantoche lusitanien de Peter Weiss avec une distribution modifiée[36].
- Reprise à partir du 29 avril 1970 à la MJC de Saint-Gervais de Le Testament du chien de Ariano Suassuna avec une distribution modifiée[36].
- Le soleil foulé par les chevaux de Jorge Enrique Adoum. Création mondiale de la pièce avec une traduction de Michel Viala. Mise en scène par François Rochaix, Genève, scénographie de Jean-Claude Maret[19], musique de Guy Bovet, avec François Berthet, Jean-Fred Bourquin, Dominique Catton, Erika Denzler, Armen Godel, André Schmidt, Michel Viala (Pizarre), Jacques Denis, Philippe Herren, Nicole Rouan, Jacques Michel, Jean-Luc Bideau, Alain Le Coultre, Patrick Lapp, Jean-René Glayre[24]. Présenté en plein air du 14 juillet au 29 août 1970 au Parc des Bastions de Genève[37].

### Saison1970/1971
- Reprise à la MJC de Saint-Gervais puis en tournée de la pièce Le soleil foulé par les chevaux de Jorge Enrique Adoum avec une scénographie adaptée et une distribution modifiée [38].
- Le Bunker de Michel Viala. Mise en scène par l'auteur avec une scénographie de Jean-Claude Maret. La Distribution comprend Armen Godel et François Berthet. Présentée à la MJC de Saint-Gervais du 24 février au 3 avril 1971[39].
- Les Aventures de Bidi et Bobo en Helvétie, pièce crée par les membres du Théâtre de l'Atelier. Présentée en plein air du 17 mai au 7 juin 1971[40].
- Le Malade imaginaire de Molière. Mise en scène par Guillaume Chenevière, en coproduction avec le Théâtre de Carouge. Présenté en août 1971 au Théâtre Antique de l'Ecole Internationale de Genève[41].

### Saison1971/1972
- Reprise de la pièce Le Malade imaginaire mais en intérieur dans la Salle Pitoëff à Genève en septembre et octobre 1971, puis tournée dont en France jusqu'au 30 novembre 1971[4].
- Britannicus de Racine. Présentée en tournée à Lausanne et La Chaux-de-Fonds en janvier 1972 puis de février à mars à la MJC de Saint-Gervais. Mise en scène Armen Godel. Scénographie de Jean-Claude Maret. Distribution comprenant François Rochaix, Monique Mani, Laurence Montandon (remplacée par Yvette Théraulaz) et François Berthet [42].
- Baal de Bertolt Brecht. Présentée tout d'abord du 7 au 10 juin à Lausanne puis 20 juin et 15 juillet dans la toute nouvelle salle du Théâtre de Carouge. Mise en scène François Rochaix. Musique de Guy Bovet. Scénographie Jean-Claude Maret. Distribution comprenant Roger Jendly, François Berthet, Nicole Dié, Claire Dominique et Jean-René Clair[43].

### Saison 1972/1973 et suivantes
Dès la saison 1972/1973 et progressivement jusqu'en 1975, date à laquelle François Rochaix en prend la direction, les productions du Théâtre de l'Atelier se confondent avec celle du Théâtre de Carouge, qui prend dès lors le nom de Théâtre de Carouge - Atelier de Genève.